# Thelairaporia brasiliensis
Thelairaporia brasiliensis är en tvåvingeart som beskrevs av Guimaraes 1980. Thelairaporia brasiliensis ingår i släktet Thelairaporia och familjen parasitflugor. Inga underarter finns listade i Catalogue of Life.